# Leon Studziński
Leon Studziński herbu Prus (ur. 28 czerwca 1832 w Ułazowie, zm. 7 listopada 1914 w Krakowie) – polski urzędnik samorządowy w zaborze austriackim.

## Życiorys
Urodził się 28 czerwca 1832 w Ułazowie. Legitymował się herbem szlacheckim Prus. Był synem Andrzeja. W 1851 zdał egzamin dojrzałości w C. K. Gimnazjum w Przemyślu. Ukończył studia na Wydziale Prawa Uniwersytetu Lwowskiego.
W okresie zaboru austriackiego wstąpił do służby państwowej Cesarstwa Austrii. Początkowo był zatrudniony w C. K. Namiestnictwie we Lwowie, gdzie początkowo od około 1855 był kandydatem konceptowym (niem. Concepts-Candidat; wówczas zamieszkiwał w zabudowaniach klasztoru bernardynów), następnie od około 1856 pracował jako praktykant konceptowy (niem. Concepts-Practicant), następnie od około 1860 jako prowizoryczny koncypista (Statthalterei-Concipist), od około 1863 jako komisarz powiatowy (Kreiskommisasar). Od około 1864 był czwartym komisarzem (Kreiskommisasar) w powiecie krakowskim (Krakauer Kreis), około 1865 w tym charakterze przydzielony do urzędu powiatowego w Krakowie-Mogile (niem. K. k. Bezirksamt Mogiła zu Krakau). 
Od około 1866 sprawował urząd starosty c. k. powiatu skałackiego (określanego w j. niem. jako K. k. Bezirksamt in Skałat – natomiast urząd jako Bezirks-Vorsteher), następnie K. k. Bezirks-Hauptmannschaft in Skałat – natomiast urząd jako Bezirks-Hauptmann, później – od wprowadzenia języka polskiego w ramach autonomii galicyjskiej – do 1872. Około 1870/1871 był równocześnie prezydującym C. K. Powiatową Komisją Szacunkową w Skałacie.
Następnie od 1872 do 1896 przez okres ćwierćwiecza sprawował urząd c. i k. starosty powiatu sanockiego. W tym czasie był przewodniczącym C. K. Rady Szkolnej Okręgowej w Sanoku, prezydującym C. K. Powiatową Komisją Szacunkową. W dniu 19 września 1880 w pobliskim Zagórzu rozmawiał z podróżującym po Galicji cesarzem Austrii Franciszkiem Józefem I. Udzielił wsparcia przy stworzeniu Szpitala Powiatowego w Sanoku pod koniec lat 70. Po ustanowieniu Państwowego Gimnazjum Męskiego im. Królowej Zofii w Sanoku Studziński udostępnił swoje biuro celem zapisów do klasy pierwszego, historycznego rocznika. 31 maja 1879 został wybrany członkiem rady zawiadowczej stowarzyszenia urzędników w Sanoku. Był członkiem C. K. Galicyjskiego Towarzystwa Gospodarskiego we Lwowie. W 1888 z urzędu wsparł ideę założenia sanockiego gniazda Polskiego Towarzystwa Gimnastycznego „Sokół” i był jego członkiem w pierwszej połowie lat 90.. W 1889 został członkiem wydziału założonego wówczas w Sanoku oddziału Towarzystwa Prawniczego, a 19 stycznia 1895 został wybrany członkiem wydziału tegoż. Był także członkiem zwyczajnym Macierzy Szkolnej dla Księstwa Cieszyńskiego. W czerwcu 1896 został wybrany przewodniczącym wydziału Towarzystwa Pomocy Naukowej w Sanoku, zasiadał we władzach tego stowarzyszenia do końca tego roku. Był członkiem i przewodniczącym sanockiego biura powiatowego Stowarzyszenia Czerwonego Krzyża mężczyzn i dam w Galicji.
Otrzymał tytuł c. k. radcy Namiestnictwa. Uchwałą Rady Miasta Sanoka z 24 sierpnia 1874 nadano mu tytuł honorowego obywatelstwa Sanoka „w uznaniu prawości obywatelskiej, licznych dowodów przychylności dla dobra miasta i położonych koło oświaty ludowej zasług”. Był także honorowym obywatelem Rymanowa, Bukowska.
Z dniem 1 września 1896 przeszedł w stan spoczynku. Następnie przeniósł się wraz z rodziną na stałe do Krakowa. Zamieszkiwał w domu przy ulicy Mikołaja Kopernika 10.

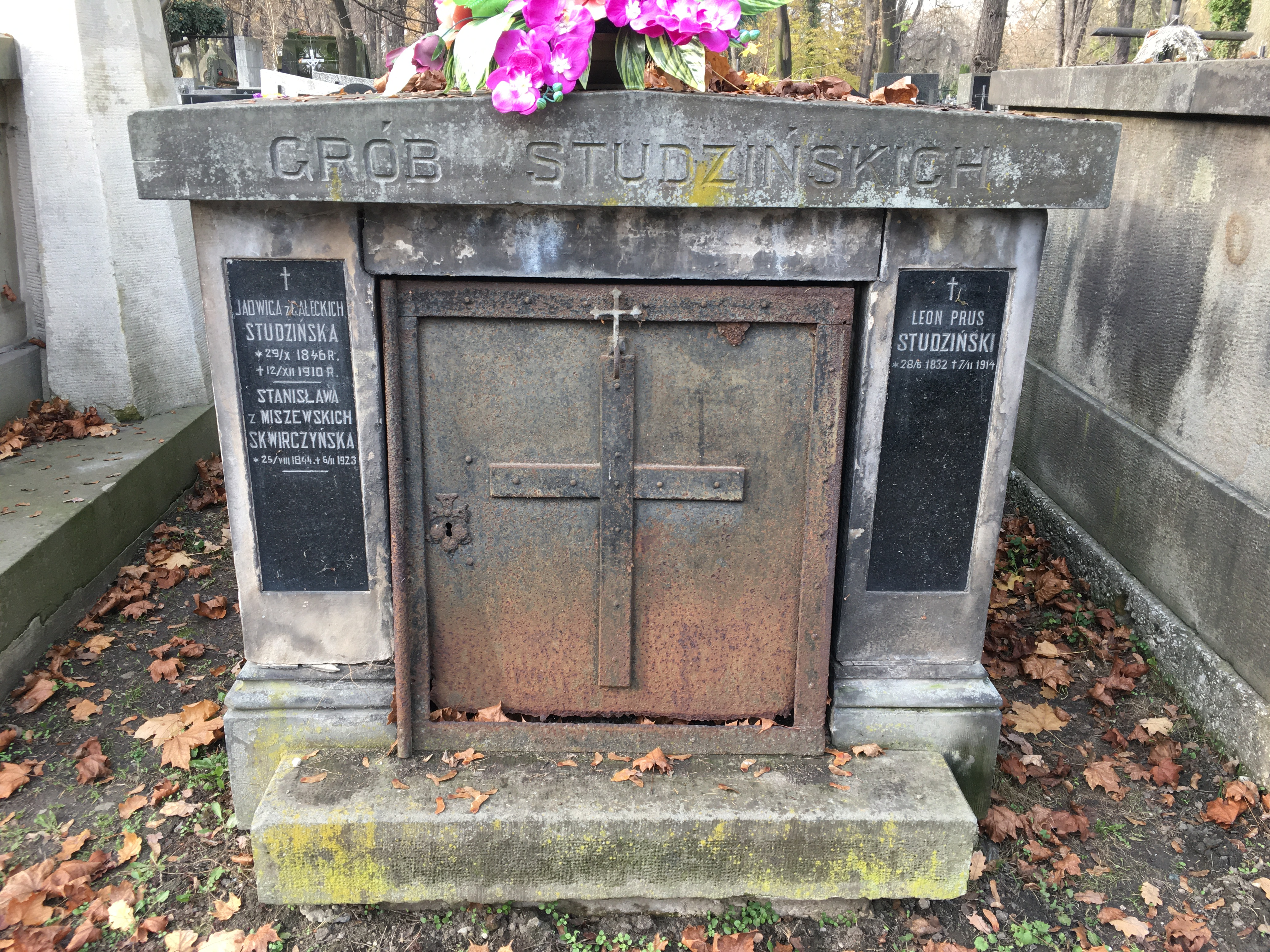
Grobowiec rodzinny na cmentarzu Rakowickim w Krakowie

Po jego ustąpieniu z posady starosty sanockiego, na posiedzeniu Rady Miasta Sanoka 10 września 1896 Artur Goldhammer w imieniu Magistratu przedstawił wniosek o powstanie dobroczynnej fundacji imienia Leona Studzińskiego, mającą wspierać ubogich i niezdolnych do pracy obywateli Sanoka; w związku z tym władze przekazały 1000 koron, które Studziński miał dysponować w zamierzonym celu, zaś rada przyjęła wniosek. Kwota z ustanowionej wieczystej fundacji była rozdzielana ubogim w dniu imienin patrona.
Zmarł 7 listopada 1914 w Krakowie. 9 listopada 1914 został pochowany w grobowcu rodzinnym na cmentarzu Rakowickim w Krakowie (kwatera X, rząd wschodni).
Jego żoną była Jadwiga z domu Gałecka herbu Junosza (córka Ludwika) (ur. 1846, zm. 12 grudnia 1910 w Krakowie). Ich dziećmi byli: Wanda Henryka (ur. ok. 1868, od 1890 zamężna z Wojciechem Teofilem Sas Pawlikowskim, późniejszym radcą sądu krajowego, synem adwokata Dionizego Pawlikowskiego), Stanisław (zm. 1871 w wieku przeszło 1 roku), Zygmunt Ludwik (1873-1954, prawnik, kontroler poczt w Krakowie), Władysław (1879-1963, urzędnik), Tadeusz Leon (ur. 1881), Stanisława Stefania (1883-1885). 29 grudnia 1921 we Lwowie zmarła wdowa po Leonie Studzińskim, Jadwiga z domu d'Abancourt, właścicielka pensjonatu w Rabce.